# Pirates II: Stagnetti’s Revenge
Pirates II: Stagnetti’s Revenge (2008) – sequel popularnego filmu pornograficznego Pirates (2005). Scenarzystą i reżyserem jest Joone. Film został wydany na DVD i Blu-ray 27 września 2008.

## Obsada
- Jesse Jane – Jules Steele
- Evan Stone – kapitan Edward Reynolds
- Belladonna – Olivia
- Sasha Grey – Maria
- Katsuni – Xiefeng
- Tommy Gunn – kapitan Eric Victor Stagnett
- Shay Jordan – Ai Chow
- Nhan – Wu Chow
- Steven St. Croix – Marco
- Jenna Haze – niewolnica Anne
- Ben English – gubernator Lyttelton
- Mick Blue – członek załogi
- James Deen – członek załogi
- Charles Dera – człowiek Takvora
- Manuel Ferrara – człowiek Takvora
- Stoya – tancerka brzucha
- Gabriella Fox – tancerka brzucha
- Shyla Stylez – tancerka brzucha
- Shawna Lenee – dziewczyna gubernatora # 1
- Riley Steele – dziewczyna gubernatora # 2

Carmen Luvana, która grała w pierwszej części filmu jako Isabella, jest nieobecna w sequelu.